# Cenotáfio de Newton

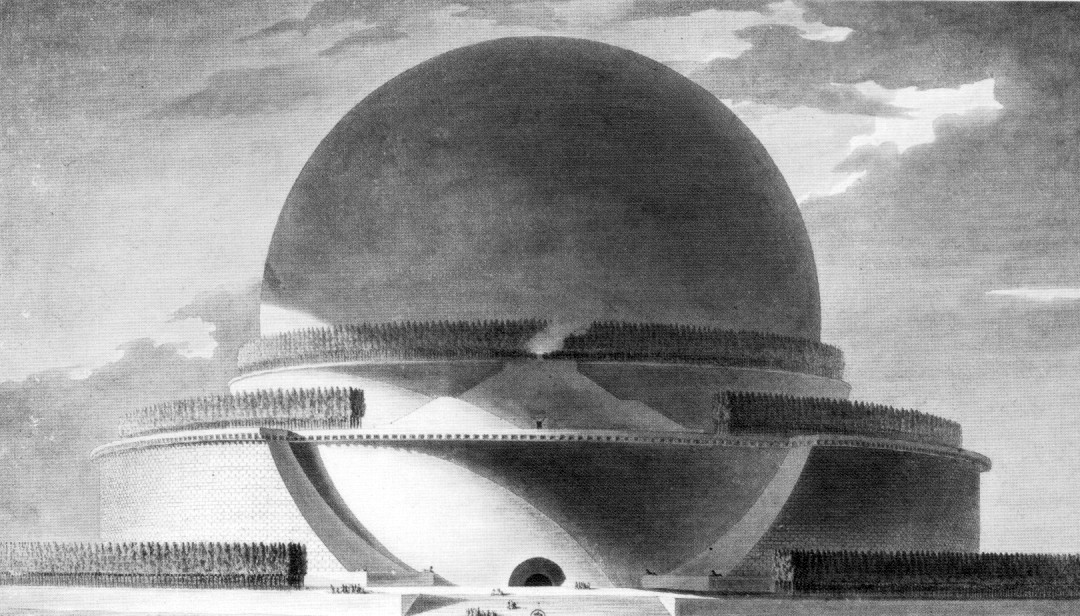
O Cenotáfio de Newton visto de perfil

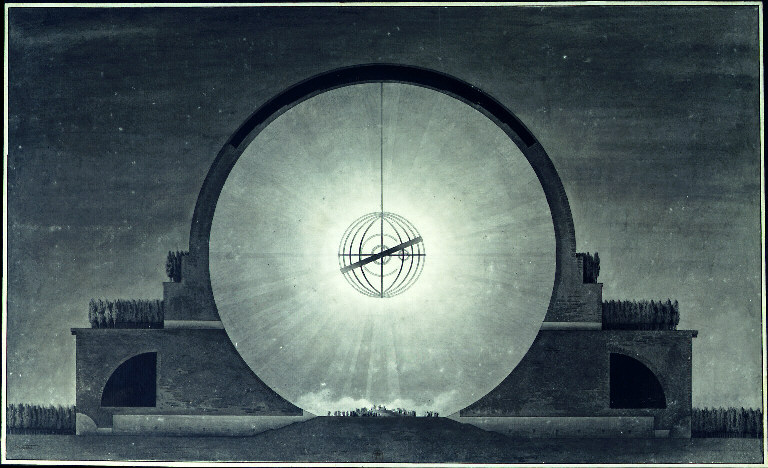
O Cenotáfio em corte, mostrando seu interior

Cenotáfio de Newton (conhecido também como Mausoléu de Newton) é um célebre projeto utópico concebido por Étienne-Louis Boullée. Um cenotáfio (tumba vazia) imaginário dedicado ao físico e matemático Isaac Newton (1642–1727); a imensa esfera em cujo interior estaria representada a abóbada celeste. Boullée, fascinado com a física newtoniana, elabora uma edificação, simétrica a um plano e definida por uma esfera com cerca de 150 metros de diâmetro incrustada numa base circular ornamentada com árvores, e de proporções colossais inspiradas em formas clássicas, ilustrando bem as características gerais da arquitectura do século XVIII. A forma atingia o seu sublime a partir de grandes massas simples, livres de qualquer decoração supérflua e edifícios cuja forma expressava o seu propósito. A sobriedade das linhas mestras da composição não era alterada pela profusão ornamental, que era cuidadosamente localizada. Os desenhos e esboços do projeto de Boullée, conservam-se na Biblioteca Nacional de França. Este projeto representa um dos icones da então denominada arquitetura visionária.
O projeto, com o seu gigantismo e as suas formas geométricas elementares em que confluem os ideais do iluminismo, representa a obra mais célebre do arquiteto francês e é um reduto da chamada arquitetura revolucionária. O projeto não foi realizado, remonta a 1784 e expressa a síntese dos ideais de Boulée: «Oh Newton! Se com a extensão das suas luzes e o seu génio sublime definiu o formato da Terra, eu concebo um projeto que envolve a sua própria descoberta.»
O objetivo do projeto era, portanto, provocar no observador sensações cósmicas frente a um espaço em que reproduza a imensidão do universo. A esfera possui uma base circular, ladeada por patamares revestidos com ciprestes, enquanto que o seu interior é iluminado pelas estrelas a partir das aberturas feitas na face exterior; o mausoléu propriamente dito está localizado na base da esfera.